# Meroua Mammeri
Meroua Mammeri (ar. مروى معمري ;ur. 30 sierpnia 2000) – algierska judoczka.
Startowała w Pucharze Świata w 2018, 2022, 2023 i 2025. Srebrna medalistka mistrzostw Afryki w 2025; brązowa w 2021 i 2022. Trzeci na igrzyskach panarabskich w 2023 roku.